# Petit-Mars

Petit-Mars este o comună în departamentul Loire-Atlantique, Franța. În 2009 avea o populație de 3,433 de locuitori.